# ST Engineering
ST Engineering est une entreprise d'ingénierie présent dans l'aéronautique, l'électronique, la défense, etc. Elle est basée à Singapour. Elle est détenue à 94 % par le fonds souverain Temasek Holdings.
ST Engineering se classait en 2023 au 45e rang mondial pour la production d'armement.

## Historique
En septembre 2018, ST Engineering annonce l'acquisition de MRA Systems auprès de General Electric pour 630 millions de dollars.
En octobre 2021, ST Engineering annonce l'acquisition de TransCore, filiale de Roper Technologies, pour 2,68 milliards de dollars.